# Bote de Estado N.º 2
El Bote de Estado N.º 2 protagonizó importantes acciones durante los primeros años de la guerra de independencia Argentina.

## Historia

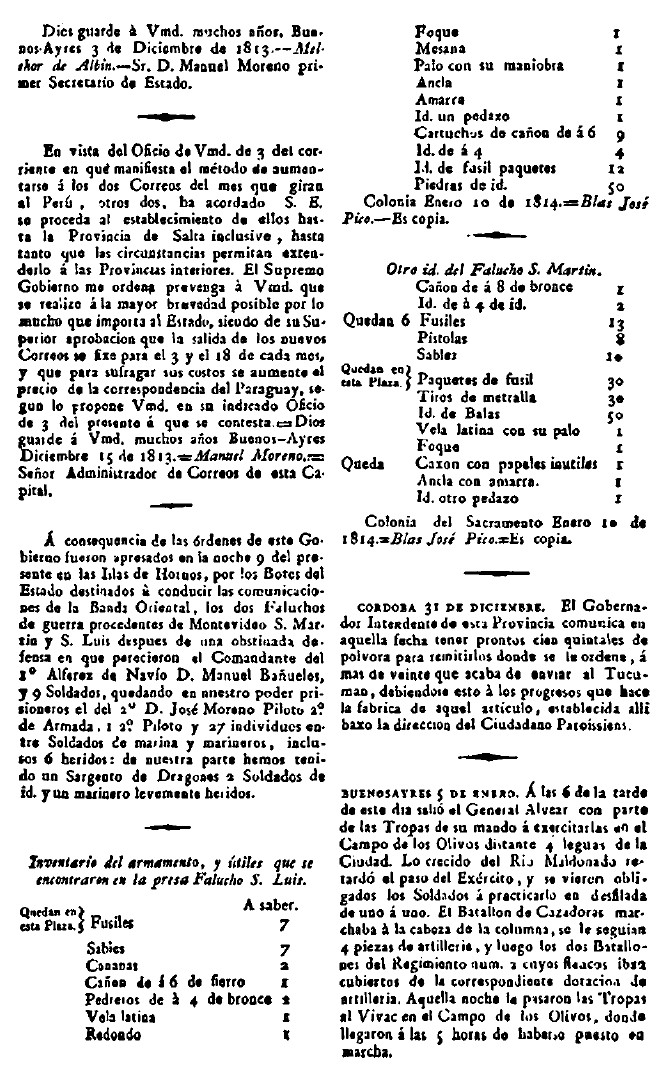
Noticias de la captura en la Gazeta.

El Bote de Estado N.º 2, también conocido como Bote Corsario N.º 2 era un bote ballenero con matrícula del puerto de Buenos Aires. Su patrón era el griego Pedro Samuel Spiro quien desde fines de 1813 prestó servicios como corsario contra la escuadrilla realista de Montevideo que controlaba el Río de la Plata y sus afluentes, armando al bote con 2 esmeriles y sumando soldados a la tripulación de 10 marineros.
El 13 de noviembre de 1813 contando con 20 hombres entre tripulantes y tropa, armados sólo con 6 fusiles, una pistola y 4 machetes, apresó la balandra corsario española San José y Ánimas.
En la noche del 8 al 9 de enero de 1814 junto al Bote de Estado N.º 1 al mando de su hermano Miguel Teodoro Spiro participó de la operación de captura de los faluchos de guerra San Luis y San Martín comandada por Benjamín Franklin Seaver por lo que fue recomendado por el capitán de puerto Martín Jacobo Thompson por su valiente acción, proponiendo que fuera dado de alta como oficial de la armada revolucionaria y que recibiera el mando de una de esas presas.
En el mes de febrero, a poco de iniciarse la Campaña Naval de 1814, el gobierno reconoció a Spiro el grado de subteniente de marina. El Bote de Estado N.º 1 fue incorporado a la naciente escuadra al mando del patrón Salvador Blanco, manteniéndose en servicio activo como unidad auxiliar hasta fines de 1815, cuando fue desguazado.